# Campo Número Once y Medio
Campo Número Once y Medio är en ort i Mexiko.   Den ligger i kommunen Cuauhtémoc och delstaten Chihuahua, i den nordvästra delen av landet, 1 300 km nordväst om huvudstaden Mexico City. Campo Número Once y Medio ligger 2 011 meter över havet och antalet invånare är 254.
Terrängen runt Campo Número Once y Medio är huvudsakligen platt, men österut är den kuperad. Runt Campo Número Once y Medio är det ganska glesbefolkat, med 43 invånare per kvadratkilometer. Närmaste större samhälle är Granjas el Venado, 5,2 km nordost om Campo Número Once y Medio. Trakten runt Campo Número Once y Medio består till största delen av jordbruksmark.